# Hana Elhebshi

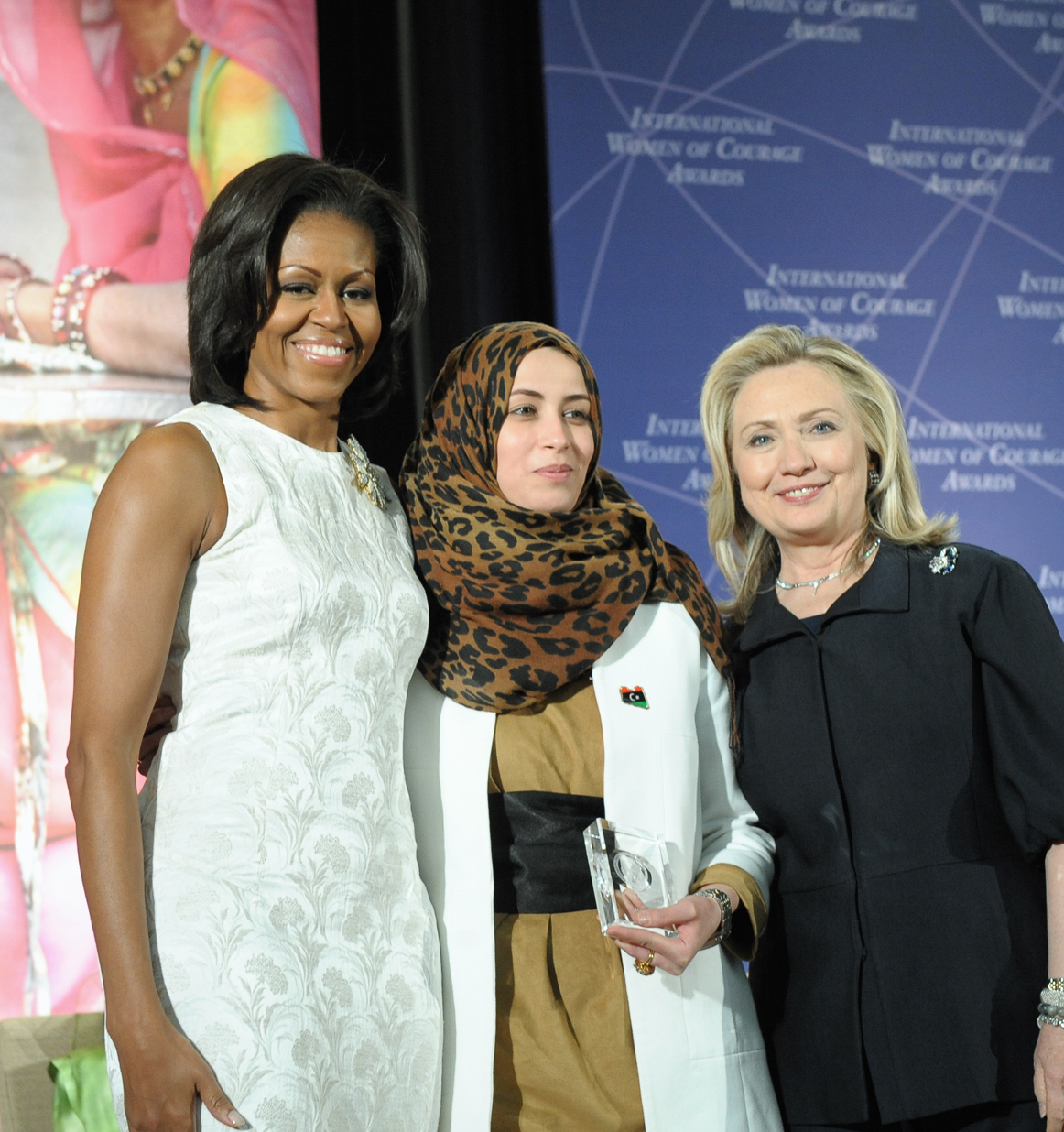
Hana El Hebshi với Bộ trưởng Ngoại giao Hoa Kỳ Hillary Clinton và Đệ nhất phu nhân Michelle Obama năm 2012.

Hana Elhebshi (hay Hana El Hebshi) (sinh năm 1985) là một nhà hoạt động và kiến trúc sư người Libya.
Elhebshi là kiến trúc sư tại Tripoli. Cha cô là một chỉ huy quân sự điều hành căn cứ Không quân tại Noviaga.
Cô trở thành nhà hoạt động trong cuộc nội chiến Libya, mặc dù trước đây cô không hề tham gia hoạt động chính trị. Cô trở thành một nhà hoạt động mạng xã hội báo cáo trực tiếp tình hình cuộc vay hãm ở Tripoli. Cô cố vấn các cuộc tấn công của NATO và công bố số người đã bị giết chết bởi chế độ Muammar Gaddafi trong cuộc nội chiến Libya. Cô cũng muốn cho thế giới biết về những đau khổ mà người dân Libya đã phải trãi qua trong nhiều năm. Cô sử dụng bí danh "Numidia" ám chỉ hậu duệ người Berber cho các hoạt động để bảo vệ danh tính của mình. Là một phần trong nỗ lực phổ biến thông tin, cô đã liên lạc với các tổ chức tin tức như Al Jazeera. Cô cũng đấu tranh cho quyền của phụ nữ ở Libya.
Cô đã nhận được Giải thưởng quốc tế cho Phụ nữ dũng cảm 2012. Elhebshi là một trong mười người được tôn vinh trong năm 2012, được vinh danh tại lễ trao giải của Bộ Ngoại giao Hoa Kỳ ở Washington, D.C có sự tham gia của Bộ trưởng Ngoại giao Hillary Clintonand và Đệ nhất phu nhân Michelle Obama. Những người được trao giải cùng thực hiện chuyến đi kéo dài ba tuần tại Hoa Kỳ để trao đổi những câu chuyện hoạt động của họ. Những điểm dừng mà họ đã ghé qua bao gồm Pittsburgh, Pennsylvania, Bozeman, Montana; Cincinnati, Ohio; East Lansing, Michigan; Indianapolis, Jackson, Wyoming; Kansas City, Missouri; Minneapolis, Minnesota; Pensacola, Florida, St. Louis, Missouri; Salt Lake City, Utah, và Seattle, Washington.